# Corcieux
Corcieux [kɔʁsjø] ist eine Kleinstadt mit 1490 Einwohnern (Stand 1. Januar 2022) im französischen Arrondissement Saint-Dié-des-Vosges, im Département Vosges und in der Region Grand Est. Die Gemeinde gehört zum Kanton Gérardmer.

## Geographie

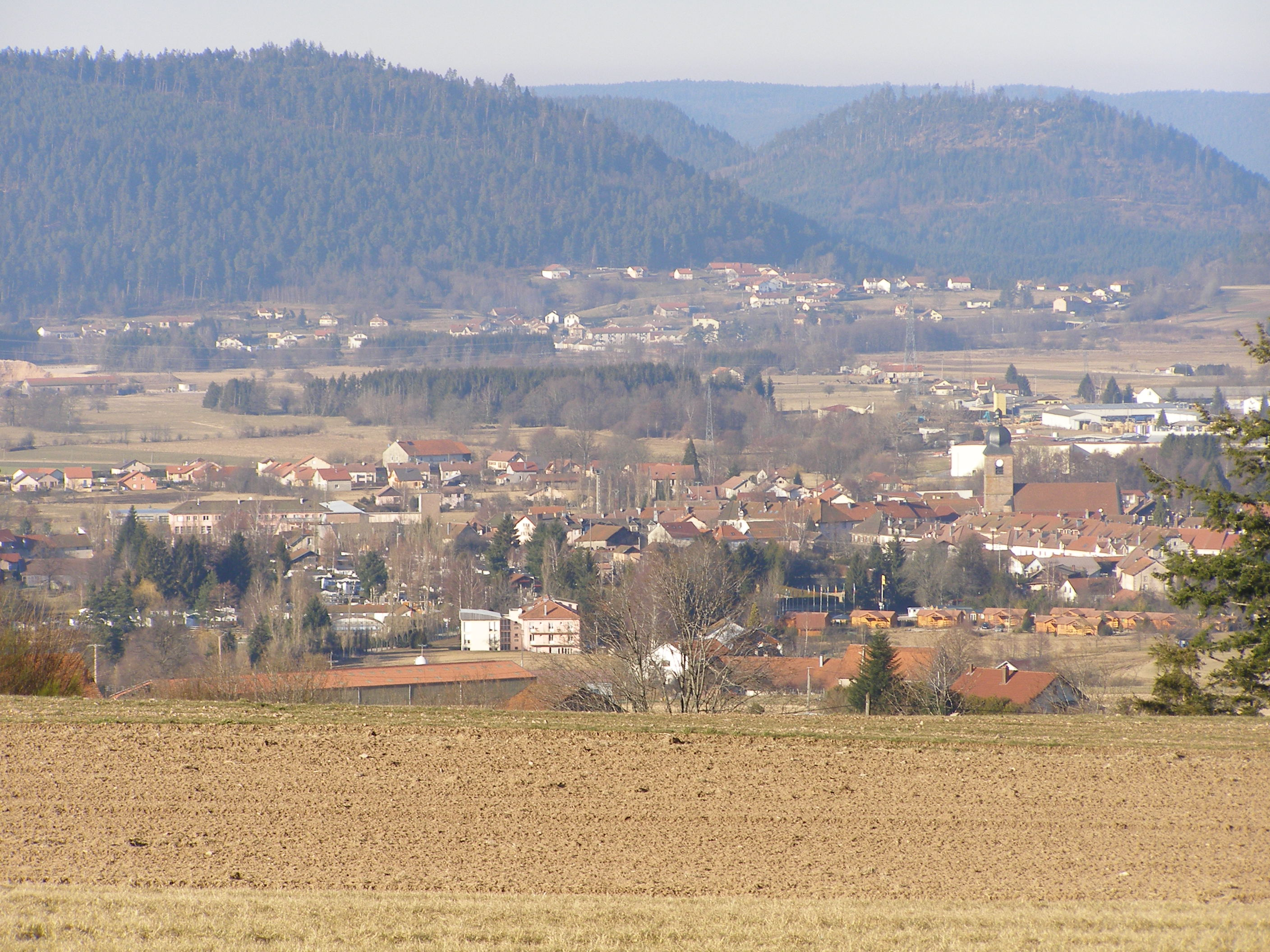
Corcieux von Südwesten

Corcieux liegt an der Neuné, einem kleinen rechten Nebenfluss der Vologne, auf 540 Höhenmetern. Die Gemeinde ist 18 Kilometer von Saint-Dié-des-Vosges, 15 Kilometer von Bruyères und ebenfalls 15 Kilometer von Gérardmer entfernt. Der Ort liegt auf einer kleinen hügeligen Hochebene, große schüsselförmige Täler unterteilen diese und verweisen auf einen eiszeitlichen See; an manchen Stellen der wasserreichen Gegend findet man Sümpfe. Der Ort selbst hat eine sternförmige Struktur, Straßen verbinden ihn mit den verschiedenen Ortsteilen: Bellegoutte, Rambaville, Rennegoutte, Ruxurieux, Vichibure. Der Bahnhof Corcieux-Vanemont ist drei Kilometer entfernt und liegt auf dem Territorium der Gemeinde La Houssière. Am Rand des Regionalen Naturparks Ballons des Vosges gelegen, erhielt die Stadt die Bezeichnung Station Verte. Umgeben wird Corcieux von den Nachbargemeinden La Houssière im Norden, Anould im Osten, Gerbépal im Südosten, Arrentès-de-Corcieux im Süden, La Chapelle-devant-Bruyères im Südwesten sowie Vienville im Westen.

## Geschichte

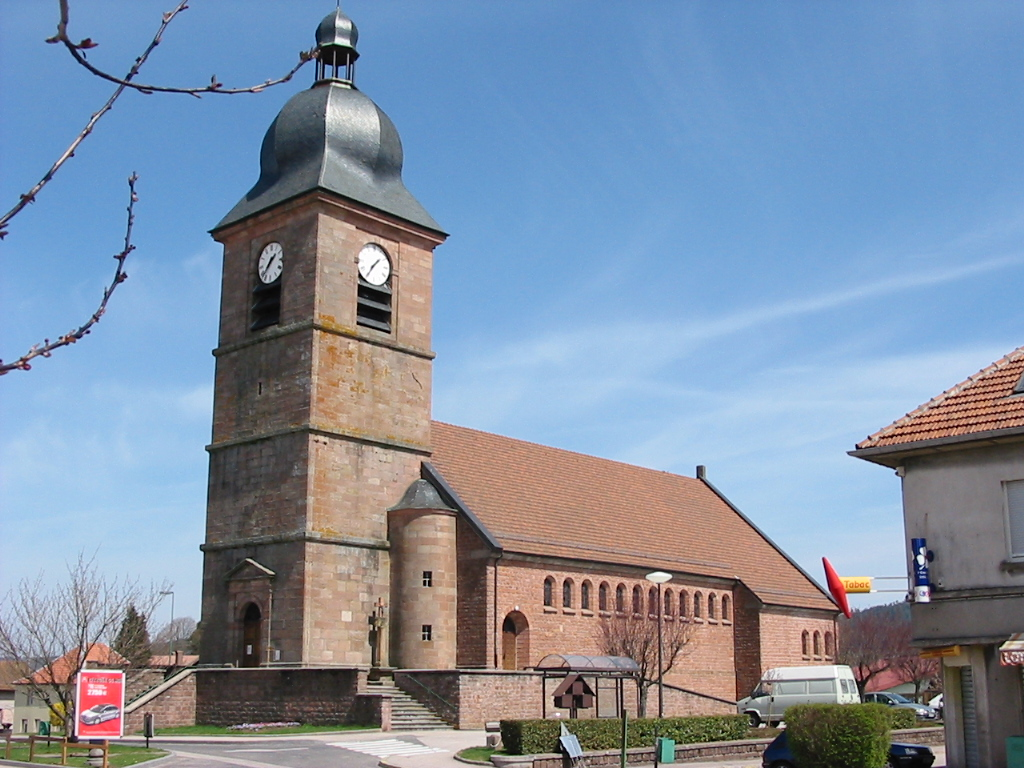
Kirche Assomption Notre-Dame

Linguisten vermuten, dass der Ortsname Corcieux vom gallischen Coratis Olea, dem lateinischen Äquivalent von Curtis (Ort) kommt. Dieses Wort bezeichnet den Hauptsitz einer landwirtschaftlichen Domäne. Später entwickelte sich daraus Cortisoil, Courseul, Corcieux. Viele Spuren auf der Hochebene weisen auf menschliche Präsenz im ersten oder zweiten Jahrhundert unserer Zeitrechnung hin.
Urkundlich erstmals erwähnt wird der Name des Dorfes „Correçoul“ 1246. Das Dekanat von Corcieux umfasste die Dörfer Corcieux, Bellegoutte, Les Cours, Mariemont, La Nolneuve, Thiriville, La Houssière und La Côte. Es gehörte zum Herzogtum Lothringen und dem Kapitel von Remiremont, das Corcieux auch seelsorgerisch betreute.
Von 1790 bis 1801 war Corcieux Hauptort eines Kantons im Distrikt Bruyères.
Résistance-Kämpfer griffen am 6. Juni 1944 die deutschen Besatzungstruppen an. Der Widerstand von einigen hundert Männern erreichte zwar sein Ziel: die Bindung von Wehrmachtseinheiten in den Vogesen. Der Preis aber war hoch: die Hinrichtung vieler ergriffener Maquisards.
Am 15. November 1944 trieben die vor den heranrückenden amerikanischen Truppen flüchtenden deutschen Verbände die Einwohner Corcieuxs in die winterkalten Berge und setzten das Dorf mit Flammenwerfern in Brand.
Mit dem Wiederaufbau wurde der Architekt François Boleslaw Jankowski aus dem Ministerium für Wiederaufbau und Stadtentwicklung betraut. Jankowski, der auch für die anderen zerstörten Städte im Tal der Meurthe zuständig war – er rekonstruierte u. a. die Kirchen von Anould und Saulcy-sur-Meurthe – implementierte eine neue Vision der Stadt: Breite Straßen, ein weites Stadtzentrum und Verlagerung der Fabriken an die Peripherie. Feierlich eingeweiht wurde das neue Corcieux am 22. Mai 1955.

## Wappen
Corcieux war ungeteiltes Eigentum der Herzöge von Lothringen und des Kapitels von Remiremont. So trägt das Wappen (heraldisch rechts) einen silbernen Alérion (gestümmelten Adler) von Lothringen und links die gekreuzten Schlüssel des Kapitels von Remiremont. Der zentrale Turm verweist auf die Festung La Tour – bekannt als Fléville – in Corcieux. Das Gold des Turms und das Rot des Schilds entsprechen den lothringischen Farben.

## Kultur
Die Kirche Assomption Notre-Dame (unserer lieben Frau Mariä-Himmelfahrt) wurde durch die Besatzungstruppen im November 1944 zerstört und nach 1945 um den erhaltenen Kirchturm wieder aufgebaut. Eine Orgel wurde 1958 von der Orgelbaufirma Jacquot-Lavergne aus Rampersvillers eingebaut.

## Wirtschaft
Neben dem Kleingewerbe (Bäckerei, Autoreparatur) spielt das Handwerk und der Tourismus zunehmend eine Rolle. Im Gemeindegebiet gibt es drei Campingplätze. Ebenfalls vor Ort befindet sich eine Käsefabrik des Lactalis-Konzerns. Sie stellt den gesamten Brie des Konzerns her, darunter für dessen Marke Président und für Handelsmarken.